# Hội nghị cấp cao Đông Á lần thứ 3
Hội nghị cấp cao Đông Á lần thứ 3 là cuộc họp thứ ba của Hội nghị Thượng đỉnh Đông Á (EAS) được tổ chức vào tháng 11 năm 2007. EAS là một diễn đàn ở Châu Á được tổ chức hàng năm bởi các nhà lãnh đạo 16 quốc gia trong khu vực Đông Á. các cuộc họp EAS được tổ chức hàng năm sau cuộc họp của các nhà lãnh đạo ASEAN.

## Hội nghị lần thứ 3
EAS thứ ba được tổ chức vào ngày 21 tháng 11 năm 2007 tại Singapore.
16 quốc gia tham gia là:

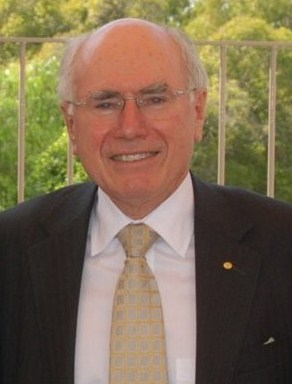
John Howard Thủ tướng
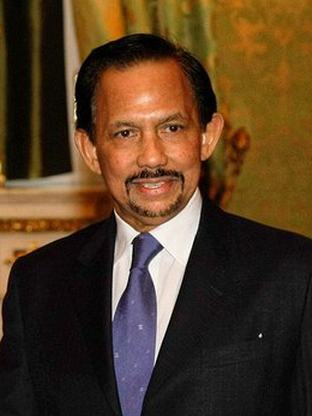
Hassanal Bolkiah Sultan và Thủ tướng của Brunei
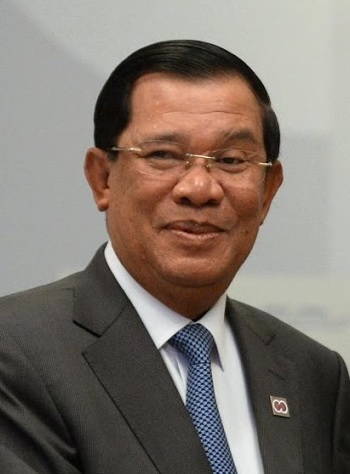
Hun Sen Thủ tướng
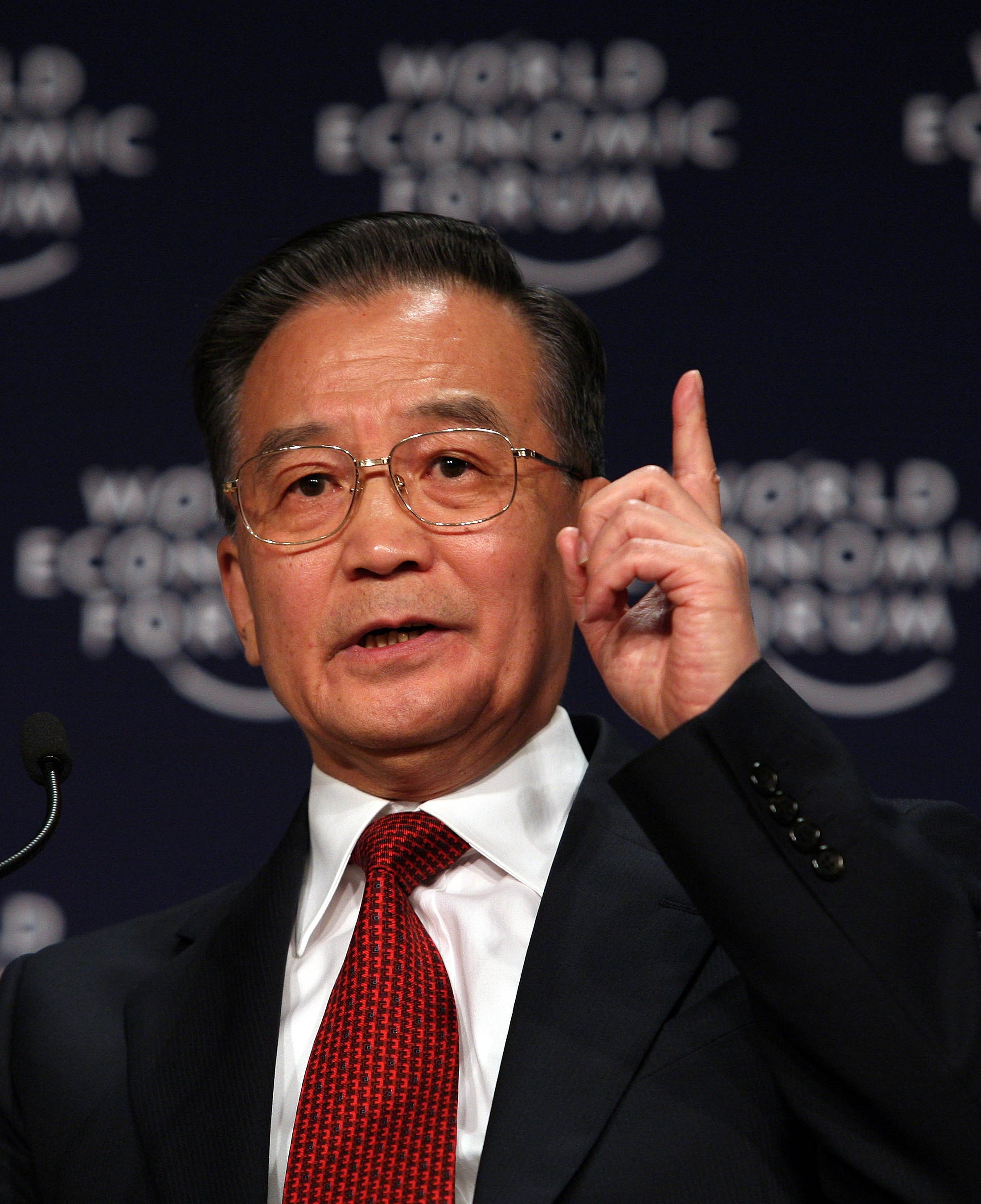
Ôn Gia Bảo Thủ tướng
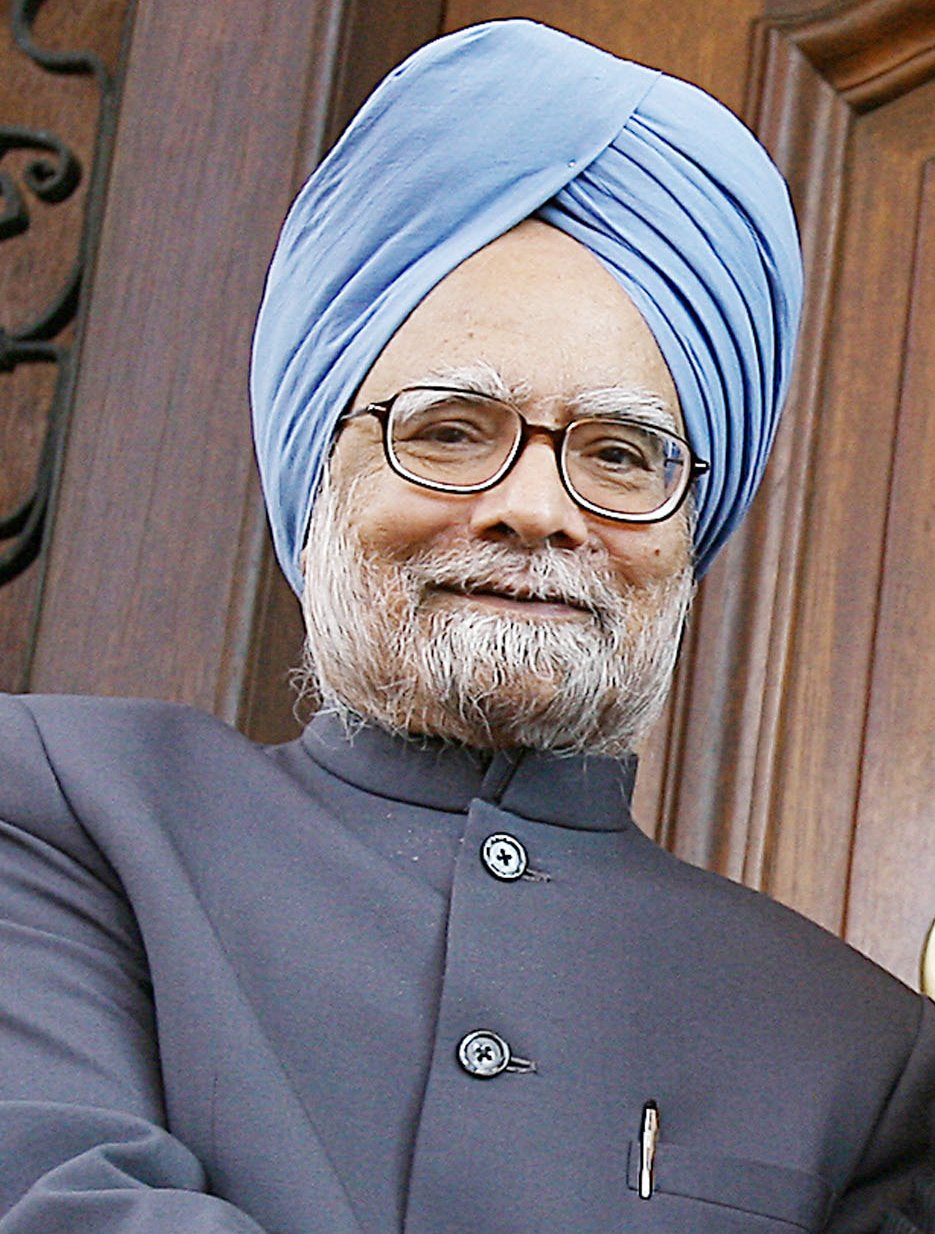
Manmohan Singh Thủ tướng
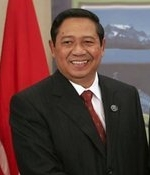
Susilo Bambang Yudhoyono Tổng thống
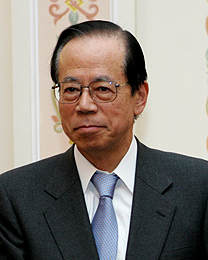
Fukuda Yasuo Thủ tướng
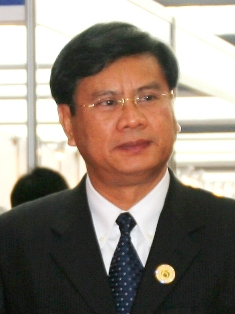
Bouasone Bouphavanh Thủ tướng
Abdullah Ahmad Badawi Thủ tướng
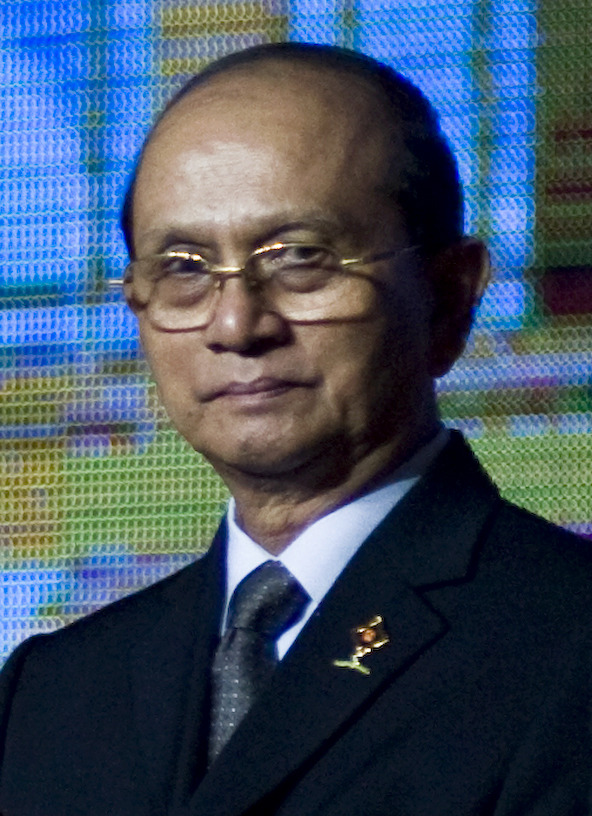
Thein Sein Thủ tướng
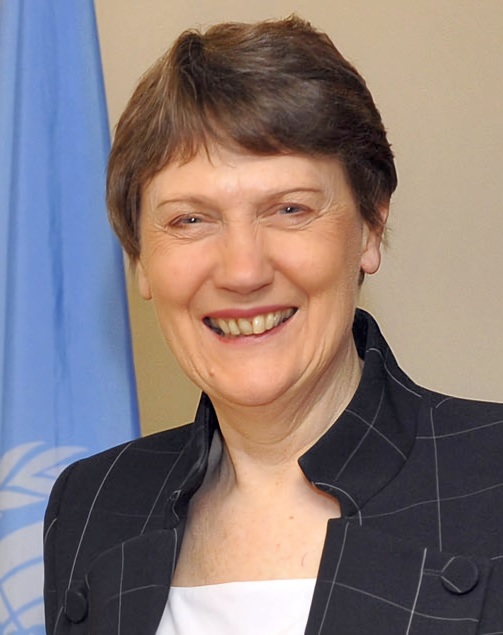
Helen Clark Thủ tướng
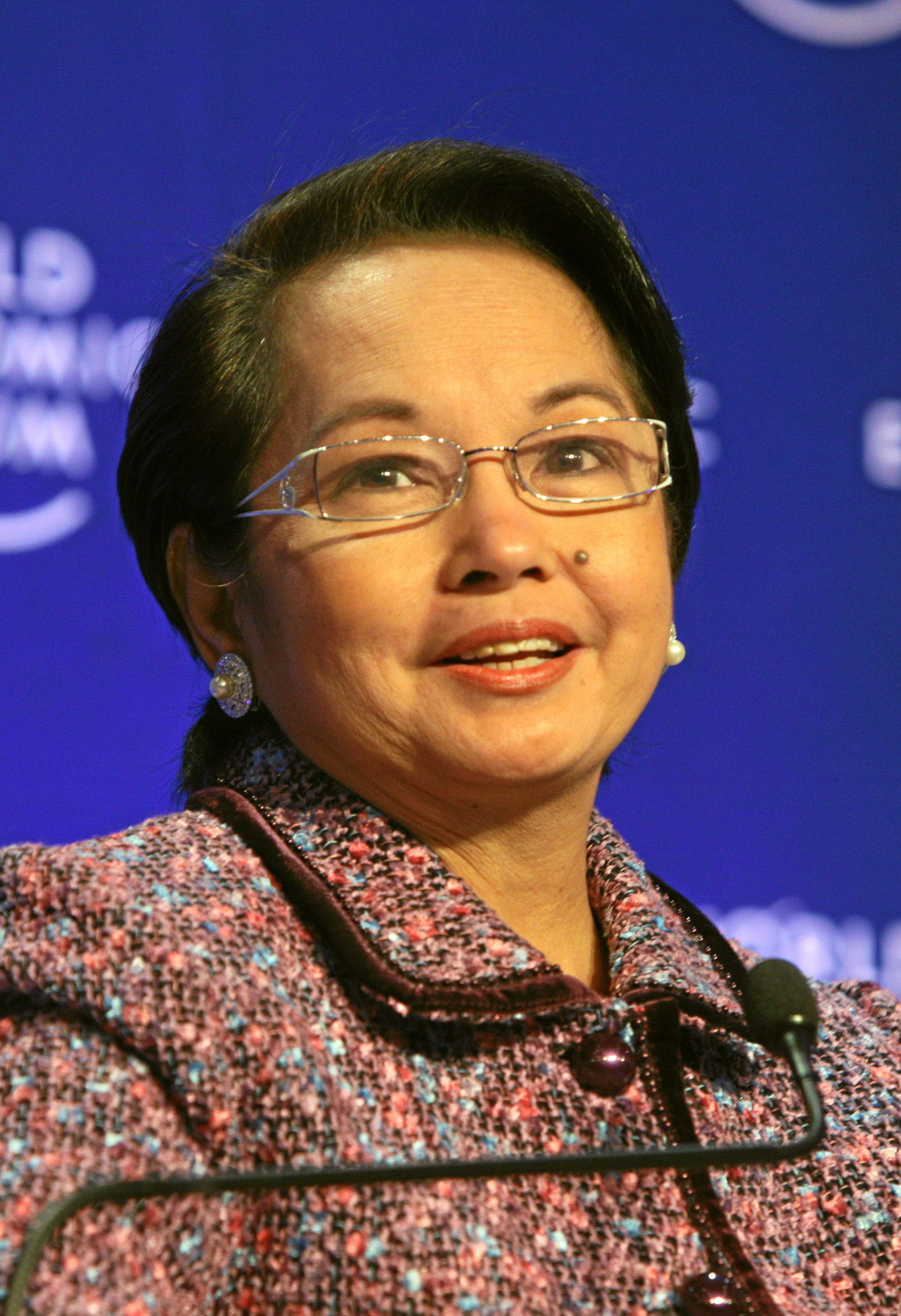
Gloria Macapagal-Arroyo Tổng thống (Chủ tịch)
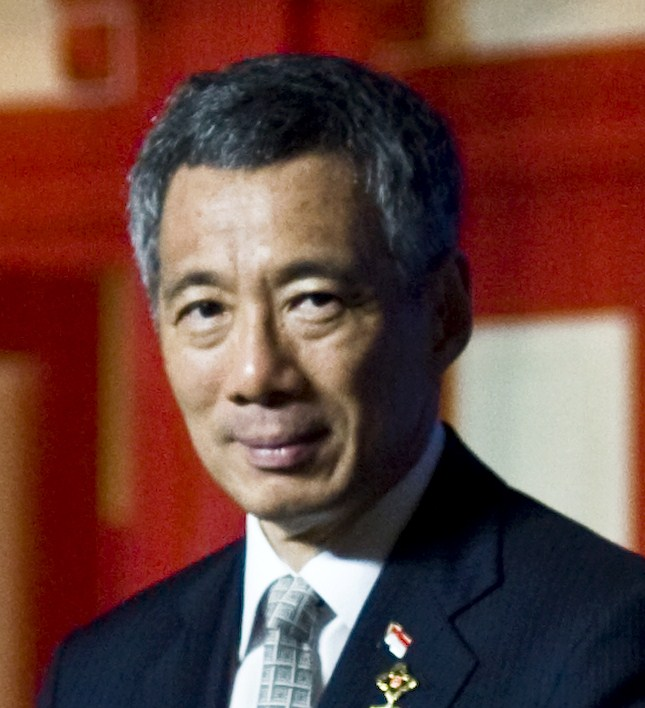
Lý Hiển Long Thủ tướng
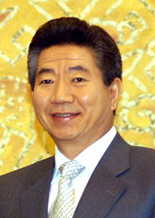
Roh Moo-hyun Tổng thống
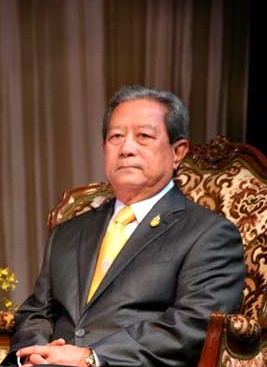
Surayud Chulanont Thủ tướng

## Các vấn đề liên quan đến EAS lần thứ 3
Các kết quả được tóm tắt trong Báo cáo của 3 Hội nghị Thượng đỉnh Đông Á Singapore, ngày 21 tháng 11 năm 2007 của quốc qia chủ tịch Lưu trữ ngày 21 tháng 5 năm 2013 tại Wayback Machine.

### Myanmar
Các vấn đề của Myanmar (hay Miến Điện), sau biểu tình chống chính phủ tại Myanma 2007, là để được vào chương trình nghị sự cho EAS lần thứ ba Ban đầu nó được cho rằng cố vấn đặc biệt của Tổng thư ký Liên Hợp Quốc, Tiến sĩ Ibrahim Gambari đã được mời thuyết trình trước các nhà lãnh đạo tại hội nghị. Tuy nhiên sau Hội nghị cấp cao ASEAN, trước áp lực từ Myanmar. ASEAN quyết định rằng Tiến sĩ Gambari sẽ không thuyết trình trước các nhà lãnh đạo mà là thủ tướng Myanmar Thein Sein sẽ giải quyết tại Hội nghị cấp cao ASEAN và ASEAN sẽ tạo điều kiện cùng chia sẻ với các mối quan tâm khác. Tiến sĩ Gambari đã sẵn sàng cho cuộc họp gặp kín với các nhà lãnh đạo.

### Biến đổi khí hậu
EAS lần thứ ba được dự kiến sẽ có thông báo về việc giải quyết các biến đổi khí hậu. Tại Hội nghị đã ra tuyên bố Singapore về biến đổi khí hậu, năng lượng và Môi trường  đã được ký kết thiết lập các mục tiêu đầy khát vọng về biến đổi khí hậu, năng lượng và môi trường.

### Thương mại
Hội nghị nhất trí chờ đợi đến EAS 4 báo cáo thêm về Đối tác Kinh tế Toàn diện ở Đông Á (CEPEA) đề xuất tại EAS 2.
Hội nghị cũng nhất trí thành lập Viện Nghiên cứu kinh tế ASEAN và Đông Á (ERIA).
Báo cáo Hội nghị Thượng đỉnh Đông Á lần thứ 3 tại Singapore của Chủ tịch, ngày 21 tháng 11 năm 2007 Lưu trữ ngày 21 tháng 5 năm 2013 tại Wayback Machine cho biết:

13. Chúng tôi đã đồng ý thành lập Viện Nghiên cứu kinh tế ASEAN và Đông Á (ERIA) để được cung cấp tạm thời tại Ban Thư ký ASEAN. Chúng tôi hoan nghênh báo cáo gửi cho chúng tôi bởi các nhóm chuyên gia, trong đó tập trung vào các chủ đề nghiên cứu của các lợi ích chiến lược với các nước Đông Á. Chúng tôi khuyến khích các nhóm chuyên gia để tiếp tục công việc nghiên cứu của mình và chúng tôi nhìn về phía trước để khuyến nghị chính sách thiết thực để tiếp tục hội nhập khu vực và tăng cường quan hệ đối tác trong khu vực Đông Nam Á.

 

14. Chúng tôi hoan nghênh báo cáo tiến độ nghiên cứu của các học giả và các học giả về một đối tác kinh tế toàn diện Đông Á (CEPEA), và khuyến khích họ để duy trì động lực tốt trong công việc của họ đối với việc gửi một báo cáo cuối cùng của các khuyến nghị thông qua các Bộ trưởng kinh tế cho chúng tôi tại 4 Hội nghị Thượng đỉnh Đông Á. Nó sẽ là hữu ích để kết hợp các quan điểm của khu vực tư nhân trong quá trình làm việc. Các CEPEA nên xây dựng dựa trên và thêm giá trị cho các FTA hiện tại của chúng tôi. Chúng tôi khuyến khích các kết luận nhanh chóng các FTA ASEAN + 1 của chúng tôi.

## Sau hội nghị
Nhật Bản và Trung Quốc sau đó đã đồng ý vào tháng 12 năm 2007:

Tăng cường hợp tác trong khu vực hội nhập kinh tế khu vực Đông Á, bao gồm cả các Hiệp định tự do thương mại Đông Á (EAFTA), Đối tác kinh tế toàn diện ở Đông Á (CEPEA), và Viện nghiên cứu ASEAN và Đông Á.